# Chambre de commerce et d'industrie de l'Ain
 (décembre 2010).
La chambre de commerce et d'industrie de l'Ain est la CCI du département de l’Ain. Son siège est à Bourg-en-Bresse au 1, rue Joseph Bernier. Son président est Patrice Fontenat.
Elle possède 1 antenne : Ferney-Voltaire.
Elle fait partie de la chambre de Commerce et d'Industrie de région Auvergne-Rhône-Alpes.

## Mission

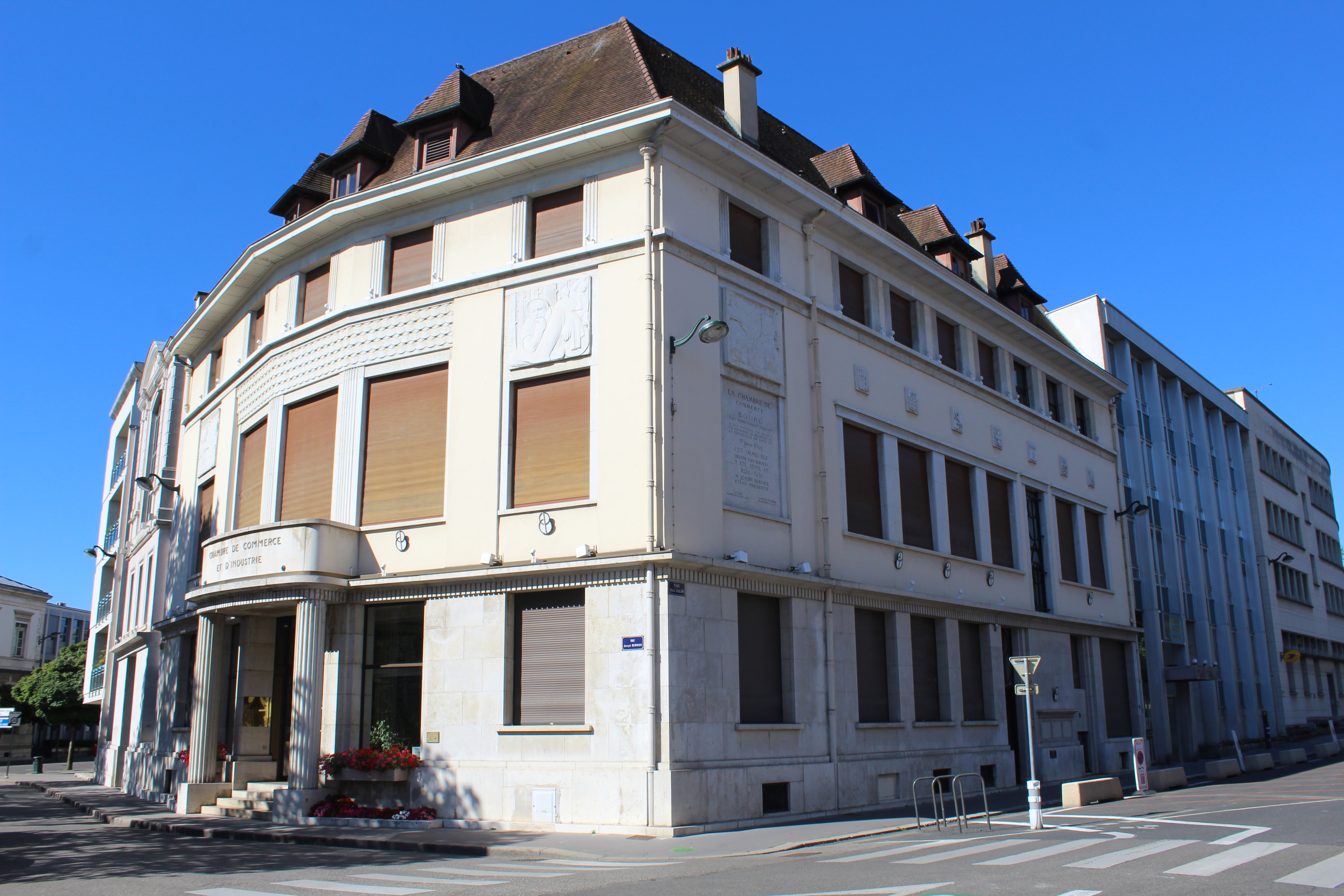
Siège.

Etablissement public géré par des chefs d’entreprise élus par leurs pairs, la chambre de commerce et d'industrie de l'Ain exprime les intérêts économiques du département.
C'est le "Parlement économique de l'Ain" et c'est aussi le "porte-parole" de toutes les entreprises issues de l'industrie, du commerce et des services réparties sur l'ensemble du département.
La CCI de l'Ain assure plusieurs missions :
- Représenter les entreprises du commerce, des services et de l'industrie,
- Exprimer leurs besoins auprès des pouvoirs publics et des collectivités territoriales,
- Informer, conseiller et accompagner les chefs d’entreprise,
- Former leurs équipes, soutenir l'apprentissage et l'enseignement supérieur,
- Agir pour le développement de l'économie,
- Aménager et développer le territoire en fonction des besoins des entreprises, en concertation avec les acteurs locaux que sont les élus, chefs d’entreprise et partenaires économiques.

## Historique

Ancien logo.

La chambre de Commerce de Bourg-en-Bresse a été créée le 20 février 1900.
C'est sous la IIIe République, que sera votée la Loi généralisant la création de chambres de commerce sur le territoire national après la création de la 1re au XIVe siècle.
Nées en 1599 à Marseille à l'initiative de négociants, et approuvées un an plus tard par Henri IV, les chambres de commerce se constituent au fil des siècles dans les grands centres économiques.
Constatant l'intérêt de leur action, la IIIe République votera la loi les généralisant partout en France. Aujourd'hui, on compte 126 chambres sur le territoire national.
1964 voit la création officielle des instances régionales et nationales.

### La CCI de l'Ain a plus de 118 ans
Dans l'Ain, c'est le 22 février 1900 que le Préfet convoque les 12 membres élus de la nouvelle chambre de commerce créée à Bourg-en-Bresse, par décret du 17 janvier 1899. Par vote à bulletins secrets, le banquier Paul Rive est élu Président.
Les chambres de commerce représentent les intérêts industriels et commerciaux communs à toutes les branches d'activité.
Dès les premiers mois d'existence, il apparaît que leurs membres sont en nombre insuffisant pour représenter l'ensemble des entreprises. Paul Rive demande alors au Ministère de l'agriculture et du
commerce, une augmentation de 12 à 18 élus. Un décret du Président Emile Loubet accorde 15 membres. Il faudra attendre 1908 et un décret du Président Fallières pour obtenir satisfaction.
Depuis la création de la CCI de l'Ain, certes le monde économique a évolué mais les principes fondateurs restent les mêmes : des chefs d'entreprise élus par leurs pairs qui œuvrent bénévolement dans l'intérêt de l'économie.

### Historique des présidents
- Paul Rive : 1900 – 1906
- Athanase Martelin : 1906 - 1914
- Joseph Bernier : 1914 - 1933
- Emile Couibes : 1933 - 1942
- Camille Rozier : 1944 - 1957
- Jean Maillard : 1957 - 1967
- Jacques Bilon : 1967 - 1974
- Michel Floriot : 1974 - 1983
- Emile Cuny : 1983 - 1986
- Jean Roset janvier 1986 – avril 1986
- Victor Janody : 1986 – 1995
- Louis Mainaud : 1995 - 2000
- Pierre-André Richard : 2001 - 2005
- Jean-Marc Bailly : 2006 - 2017
- Patrice Fontenat : 2017 - à ce jour

## Pour approfondir